# ان‌جی‌سی ۳۳۶

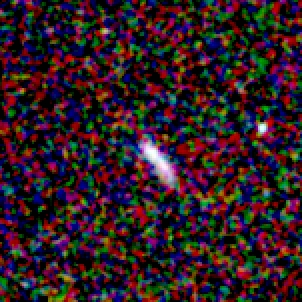
کهکشان NGC 336

ان‌جی‌سی ۳۳۶ (انگلیسی: NGC 336) نام یک کهکشان مارپیچی در صورت فلکی نهنگ است.